# Toggo plus
Toggo plus ist ein Ableger des Programmfensters Toggo des Kindersenders Super RTL zur zeitversetzten Ausstrahlung der Toggo-Sendungen. Offizieller Sendestart war am 4. Juni 2016, jedoch wurde auf der Satellitenfrequenz ohne Hinweis auf einen Testbetrieb bereits am 1. Juni 2016 der Sendebetrieb vollumfänglich aufgenommen. Lediglich im EPG war der Hinweis darauf zu finden, dass das Programm erst am 4. Juni 2016 offiziell startet.
Toggo plus zeigt das Programm von Super RTL um eine Stunde zeitversetzt. Neben der digitalen Satellitenverbreitung erfolgt eine Verbreitung via Kabel.
Das Programm von Toggo plus startete bis 31. Dezember 2018 um 5:00 Uhr morgens. Das Kinderprogramm von Super RTL begann von 4. Juni 2016 bis zum 31. Dezember 2018 dagegen erst um 6:00 Uhr.
Bis zum 31. Dezember 2018 sendete Toggo plus bis 22:15 Uhr. 
Seit dem 1. Januar 2019 startet das Programm von Toggo plus um 5:30 Uhr und der Sendeschluss für das Kinderprogramm ist um 21:45 Uhr. In der sendefreien Zeit werden Teleshopping-Formate gesendet. Das Kinderprogramm von Super RTL beginnt seit 1. Januar 2019 erst um 5:30 Uhr.

## Senderlogos

Historie der Senderlogos
Logo vom 4. Juni 2016 bis zum 4. Juni 2019
Logo seit dem 5. Juni 2019

## Sendezeiten
Toggolino plus strahlt das Programm für Vorschulkinder wochentags zwischen 5:30 Uhr und 11:30 Uhr sowie am Wochenende, an Feiertagen und wochentags in den Ferien bis 9:00 Uhr bzw. 11:30 Uhr aus. Im Anschluss sendet Toggo plus sein Programm für 6- bis 13-Jährige bis 21:45 Uhr.

## Empfang
- Satellit: digital via Astra 1L, 19,2° Ost, Frequenz 12,188 GHz horizontal, Symbolrate 27500
- Kabel: Bei Unitymedia (Programmplatz 483), Vodafone Kabel Deutschland, Sky Deutschland und Pÿur[4].
- IPTV: MagentaTV, Sky
- TV-Streaming: Zattoo, TV.de, Waipu.tv